# إيميني (أمرزڭان)
إيميني هي إحدى مشيخات المملكة المغربية، تتبع جغرافيا لإقليم ورززات وإداريًا لأمرزڭان. يقدر عدد سكانها بـ 3082 نسمة حسب الإحصاء الرسمي للسكان والسكنى لسنة 2004.